# Nuages d'été
Pour plus de détails, voir Fiche technique et Distribution.
Nuages d'été (鰯雲, Iwashigumo) est un film japonais réalisé par Mikio Naruse sorti en 1958.

## Synopsis
Yaé est une veuve de guerre. Elle vit à la campagne dans sa belle-famille avec son fils unique. À l'occasion d'une réforme de l'héritage chez les paysans, un journaliste vient l'interroger pour faire un reportage. Ils tombent progressivement amoureux, au fur et à mesure de rencontres où elle lui raconte la vie des paysans à cette époque de modernisation du Japon, à travers l'histoire de sa famille.

## Fiche technique
- Titre du film : Nuages d'été
- Titre original : 鰯雲 (Iwashigumo?)
- Réalisation : Mikio Naruse
- Assistant réalisateur : Eizō Sugawa
- Scénario : Shinobu Hashimoto, d'après un roman de Tsutō Wada (ja)
- Photographie : Masao Tamai (ja)
- Montage : Eiji Ooi
- Musique : Ichirō Saitō
- Production : Sanezumi Fujimoto et Reiji Miwa
- Société de production : Tōhō
- Pays d'origine :  Japon
- Langue originale : japonais
- Format : couleurs — 2,35:1 — 35 mm — son mono
- Genre : drame
- Durée : 128 minutes (métrage : 14 bobines - 3 548 m[1])
- Date de sortie :
  - Japon : 2 septembre 1958[1]

## Distribution
- Chikage Awashima : Yaé
- Isao Kimura : Okawa, le journaliste
- Chōko Iida : Hide, la belle-mère de Yaé
- Michiyo Aratama : Chié, la propriétaire du restaurant Chitoye
- Ganjirō Nakamura : Wasuke, le frère aîné de Yaé
- Keiju Kobayashi : Hatsuji, le fils aîné de Wasuke
- Kumi Mizuno : Hamako
- Yōko Tsukasa : Michiko
- Haruko Sugimura : Toyo, la belle-mère de Michiko
- Natsuko Kahara : Yasue, la mère de Hamako
- Masao Oda (ja) : Daijirō
- Ken Yamauchi (en) : Sei, le fils de Yaé
- Daisuke Katō